# 诺曼·肖大楼
51°30′08″N 0°07′29″W / 51.502238°N 0.124666°W

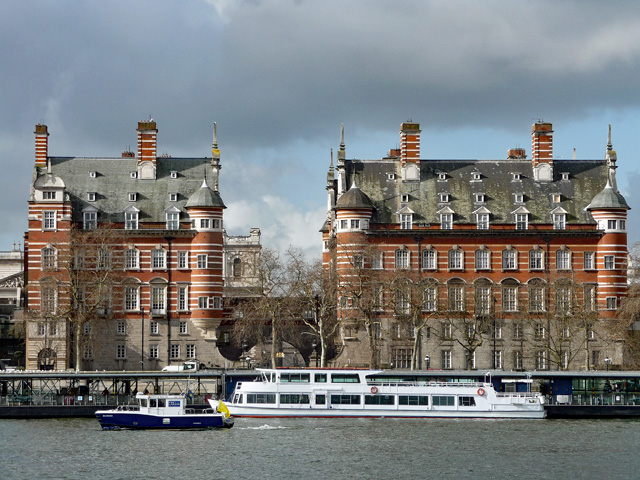
诺曼·肖大楼

诺曼·肖大楼（英国旧称为“新苏格兰場”New Scotland Yard）是一座位于伦敦西敏市的建筑。由英国著名建筑师理查德·诺曼·肖在1887-1900年设计并指导竣工。1979年后作为英国议会办公楼，改为现名。